# Гачедили
Гачедили (груз. გაჭედილი) — село в Грузии, на территории Мартвильского муниципалитета края (мхаре) Самегрело-Верхняя Сванетия.

## География
Село находится в западной части Грузии, на правом берегу реки Абаши, на расстоянии приблизительно 2 километров (по прямой) к северу от города Мартвили, административного центра муниципалитета. Абсолютная высота — 249 метров над уровнем моря.

## Население
По результатам официальной переписи населения 2014 года в Гачедили проживало 427 человек (213 мужчин и 214 женщин). В национальной структуре населения грузины составляли 100 %.
| Год  | Население, человек |
| ---- | ------------------ |
| 2002 | 573                |
| 2014 | ↘ 427              |